# Sara Thrige
Sara Gedsted Thrige Andersen (født 15. maj 1996 i Farsø) er en dansk fodboldspiller, der spiller i forsvaret og på midtbanen for A.C. Milan i Serie A og Danmarks kvindefodboldlandshold.

## Karriere

### Klubhold
Thrige spillede som ganske ung for Team Viborg, hvorfra hun ved nytår 2015-2016 skiftede til KoldingQ. I sommeren 2017 skiftede hun videre til Fortuna Hjørring.
Thrige skiftede i juli 2021 til den italienske topklub A.C. Milan. Hun scorede sit første mål for klubben, da hun scorede kampens eneste mål i en kamp mod Napoli 3. oktober 2021.

### Landshold
Hun har spillet for Danmarks U/16-, U/19- og U/23-landshold. Hun fik i 2016 ved en træningsturnering i Kina debut for A-landsholdet mod Island og scorede sit første mål i sin fjortende landskamp, mod Malta i september 2021.
Hun blev i juni 2022 udtaget til A-landstræner Lars Søndergaards endelige trup ved EM i fodbold for kvinder 2022 i England.

## Landsholdsstatistik

### Internationale mål
Danmarks scoringer og resulterer ses først.
| #  | Dato               | Lokation                    | Modstander          | Scoring | Resultat | Turnering             |
| -- | ------------------ | --------------------------- | ------------------- | ------- | -------- | --------------------- |
| 1. | 16. september 2021 | Energi Viborg Arena, Viborg | Malta               | 7–0     | 7–0      | VM-kvalifikation 2023 |
| 2. | 21. oktober 2021   | Energi Viborg Arena, Viborg | Bosnien-Hercegovina | 8–0     | 8–0      | VM-kvalifikation 2023 |

## Privatliv
Sara Thrige er tvillingesøster til Sofie Thrige, der spiller for B.93.

## Meritter

### Klub
Fortuna Hjørring
Elitedivisionen 
- Guld: 2017-18, 2019-20
- Sølv: 2018-19

Sydbank Pokalen 
- Guld: 2019